# 公助
| ウィキペディアには「公助」という見出しの百科事典記事はありません（タイトルに「公助」を含むページの一覧/「公助」で始まるページの一覧）。 代わりにウィクショナリーのページ「公助」が役に立つかもしれません。 |